# Пулыбка
Пулыбка — река в России, протекает по Балезинскому району Республики Удмуртия. Устье реки находится в 380 км по левому берегу реки Чепца. Длина реки составляет 21 км, площадь бассейна — 74 км².
Исток расположен у деревни Люк. Река протекает в северо-восточном направлении, большая часть течения проходит по лесному массиву. Почти всё течение идёт параллельно железной дороге Ижевск — Пермь. Протекает село Андрейшур и деревни Пулыб, Зилай и Беляны. Впадает в Чепцу на границе с Кезским районом в 4 км к юго-западу от деревни Озон.

## Данные водного реестра
По данным государственного водного реестра России относится к Камскому бассейновому округу, водохозяйственный участок реки — Чепца от истока до устья, речной подбассейн реки Вятка. Речной бассейн реки — Кама.
Код объекта в государственном водном реестре — 10010300112111100032882.